# آرک (آویرون)
آرک (به فرانسوی: Arques) یک کمون در فرانسه است که در canton of Pont-de-Salars واقع شده‌است. آرک ۱۱٫۲۹ کیلومتر مربع مساحت دارد ۸۰۰ متر بالاتر از سطح دریا واقع شده‌است.